# Ángel Bossio
Ángel Fernando Bossio Garcilández (ur. 5 maja 1905 w Banfield, zm. 31 sierpnia 1978 w Avellanedzie) – argentyński piłkarz, bramkarz. Srebrny medalista MŚ 30.
Grał w Club Atlético Talleres i River Plate. Z Argentyną brał udział w igrzyskach w Amsterdamie (srebrny medal) i triumfował w Copa América 1927 oraz Copa América 1929. W kadrze grał w latach 1927–1936, wystąpił w 27 meczach. Podczas MŚ 30 zagrał w trzech spotkaniach eliminacyjnych, w meczach decydujących o miejscu na podium w bramce stanął Juan Botasso.